# Kserofil
Kserofil (gr. xērós – suchy, philéō – lubię) – termin stosowany w ekologii na określenie gatunków rozwijających się w środowisku ubogim w wodę, przystosowanych do warunków o małej wilgotności. Charakteryzują się oszczędną gospodarką wodną.
- W zoologii kserofile to gatunki rozwijające się na obszarach otwartych i suchych, wśród stepów i pustyń, na przykład w suchych glebach. Zwierzętami kserofilnymi są m.in. liczne owady, pajęczaki, jaszczurki, niektóre węże i żółwie, skoczki pustynne i wielbłądowate.
- W botanice kserofile (nazywane kserofitami) to gatunki roślin rosnące na suchych i ciepłych łąkach, pustyniach lub wydmach.